# Liopleurodon
Pliosauren Liopleurodon ferox var en slægt af store kødædende havreptiler. De to arter af Liopleurodon levede i Juratiden og var det sidste led i fødekæden i de have, der på den tid dækkede Europa. Den største af arterne vurderes at have kunnet blive op til 6,4 meter lange